# 店头镇 (临沭县)
店头镇，是中华人民共和国山東省临沂市临沭县下辖的一个乡镇级行政单位。

## 行政区划
店头镇下辖以下地区：
南店头社区、西店头社区、北店头社区、东店头回族社区、东措庄农村社区、东八里巷村、西八里巷村、吴家月庄村、沭东村、于庄子村、顶子村、西沈马村、大垛庄村、小垛庄村、东沈马村、前细柳村、西措庄村、仓巡会村、东大于科村、西大于科村、张楮林村、郇楮林村、袁闵庄村、新张庄村、龙兴汪村、新圩子村、丁楮林村、官庄村、陈巡会村和路岭村。